# Wagneria micronychia
Wagneria micronychia är en tvåvingeart som beskrevs av Louis-Paul Mesnil 1974. Wagneria micronychia ingår i släktet Wagneria och familjen parasitflugor.
Artens utbredningsområde är Spanien. Inga underarter finns listade i Catalogue of Life.